# Peso argentino (moneda)
El peso argentino fue la moneda de la República Argentina desde el 1 de junio de 1983 hasta el 14 de junio de 1985, cuando se la sustituyó por el austral. Estaba fraccionado en 100 centavos, el símbolo era $a y el código ISO 4217 era ARP. 
La corta vigencia de tan solo 2 años de esta moneda, explicada por la larga y galopante inflación argentina, la transformó en la moneda más efímera en la historia del país.

## Historia
El peso argentino fue creado mediante la Ley 22.707 del 6 de enero de 1983, y reemplazó al peso Ley 18.188. Este cambio de moneda se hizo para combatir la fuerte y larga inflación argentina que jaqueaba la economía del Proceso de Reorganización Nacional durante el mandato del dictador Bignone. De este modo, cada peso argentino equivalía a 10 000 pesos Ley 18.188, y a diferencia del anterior cambio de moneda no hubo resellado de billetes. La inflación en el período 1983-1985 siguió en ascenso y en 1985 el peso argentino fue reemplazado por una nueva moneda, el austral. Cuando el austral reemplazó al peso argentino, cada austral era equivalente a 1000 pesos argentinos.

## Billetes
En junio de 1983, el Banco Central emitió billetes de 1, 5, 10, 50 y 100 pesos argentinos, que consistían en versiones modificadas de billetes de 1, 5, 10, 50 y 100 pesos ley (billetes desmonetizados en 1981) respectivamente. Dichos billetes estaban destinados a reemplazar los entonces circulantes 10 000, 50 000, 100 000, 500 000 y 1 000 000 de pesos ley. En octubre de 1983 fueron puestos en circulación billetes con la denominación de 1000 pesos argentinos. En 1984, debido a la espiral inflacionaria se emitieron billetes de 500 y 5000 pesos argentinos. En 1985, los billetes por debajo de los 50 pesos fueron reemplazados por monedas, y se emitió la denominación de 10 000 pesos argentinos en papel moneda.
| Denominación ($a)        | Color principal | Anverso               | Reverso                         |
| ------------------------ | --------------- | --------------------- | ------------------------------- |
| 1 peso (1983-1985)       | Rojo            | José de San Martín    | Hotel Llao Llao Bariloche       |
| 5 pesos (1983-1987)      | Marrón oscuro   | José de San Martín    | Monumento a la Bandera Rosario  |
| 10 pesos (1983-1987)     | Negro           | José de San Martín    | Cataratas del Iguazú            |
| 50 pesos (1983-1987)     | Marrón claro    | José de San Martín    | Termas de Reyes Jujuy           |
| 100 pesos (1983-1987)    | Azul            | José de San Martín    | Ushuaia                         |
| 500 pesos (1983-1987)    | Morado          | José de San Martín    | Cabildo del 22 de mayo de 1810  |
| 1000 pesos (1983-1987)   | Verde agua      | José de San Martín    | El Paso de los Andes            |
| 5000 pesos (1983-1987)   | Rojo violáceo   | Juan Bautista Alberdi | Los constituyentes de 1853      |
| 10 000 pesos (1983-1987) | Azul marino     | Manuel Belgrano       | Creación de la bandera nacional |

Cuando el austral entró en circulación (15 de junio de 1985), algunos billetes de 1000, 5000 y 10 000 pesos argentinos fueron resellados con las siglas ₳ 1 (1 austral),  ₳ 5 (5 australes) y ₳ 10 (10 australes), respectivamente.

## Monedas
En 1983 se acuñaron monedas de 1, 5, 10 y 50 centavos. En 1984 las monedas de 50 centavos fueron acuñadas de nuevo, junto a las de 1, 5 y 10 pesos argentinos. En 1985 fueron acuñadas monedas de 5, 10 y 50 pesos argentinos.
| Denominación | Periodo   | Reverso                 | Diámetro | Material           |
| ------------ | --------- | ----------------------- | -------- | ------------------ |
| 1 centavo    | 1983-1985 | La Libertad             | 17 mm    | Aluminio           |
| 5 centavos   | 1983-1985 | La Libertad             | 18 mm    | Aluminio           |
| 10 centavos  | 1983-1985 | La Libertad             | 19 mm    | Aluminio           |
| 50 centavos  | 1983-1985 | La Libertad             | 20 mm    | Aluminio           |
| 1 peso       | 1984-1985 | Congreso Nacional       | 23 mm    | Aluminio           |
| 5 pesos      | 1984-1991 | Cabildo de Buenos Aires | 20 mm    | Latón              |
| 10 pesos     | 1984-1991 | Casa de Tucumán         | 21 mm    | Latón              |
| 50 pesos     | 1985-1991 | La Libertad             | 22 mm    | Bronce de aluminio |